# Gomesophis brasiliensis
Gomesophis brasiliensis is een slang uit de familie toornslangachtigen (Colubridae) en de onderfamilie Dipsadinae.

## Naam en indeling
De wetenschappelijke naam van de soort werd voor het eerst voorgesteld door João Florêncio Gomes in 1918. Oorspronkelijk werd de naam Tachymenis brasiliensis gebruikt. Het is de enige soort uit het monotypische geslacht Gomesophis.

## Verspreiding en habitat
Gomesophis brasiliensis komt voor in delen van Zuid-Amerika en leeft endemisch in zuidoostelijk Brazilië. De slang komt hier voor in de staten Minas Gerais, Sao Paulo, Parana, Rio Grande do Sul en Santa Catarina. De habitat bestaat uit vochtige savannen en draslanden.

## Beschermingsstatus
Door de internationale natuurbeschermingsorganisatie IUCN is de beschermingsstatus 'veilig' toegewezen (Least Concern of LC).